# Alexander Sergejewitsch Golowin (Fußballspieler)
Alexander Sergejewitsch Golowin (russisch Александр Сергеевич Головин, englisch Aleksandr Sergeyevich Golovin; * 30. Mai 1996 in Kaltan) ist ein russischer Fußballspieler, der bei der AS Monaco unter Vertrag steht.

## Karriere

### Verein
Golowin begann seine Karriere beim ZSKA Moskau, für den er im März 2015 in der Premjer-Liga debütierte. Sein Debüt in der Champions League gab er im November 2015.
Zur Saison 2018/19 wechselte Golowin zur in der französischen Ligue 1 spielenden AS Monaco, bei der er einen Vertrag mit einer Laufzeit bis zum 30. Juni 2023 unterschrieb.

### Nationalmannschaft
Golowin spielte für diverse Jugendnationalteams. 2015 wurde er erstmals für die Herren nominiert. Sein Debüt gab er im Juni 2015 im Testspiel gegen Belarus, in dem er auch ein Tor schoss.
Bei der Fußball-Europameisterschaft 2016 in Frankreich wurde er in das russische Aufgebot aufgenommen. In der Auftaktpartie gegen England stand er in der Startelf und wurde ausgewechselt. Gegen die Slowakei spielte er nur bis zur Halbzeit und stand im dritten Spiel nicht mehr im Startaufgebot, wurde dann aber seinerseits kurz nach der Pause eingewechselt. Mit einem Punkt aus drei Spielen schied Russland aus.
2018 war er Teil der russischen Mannschaft bei der Weltmeisterschaft 2018 im eigenen Land. Zur Fußball-Europameisterschaft 2021 wurde er in den Kader Russlands berufen, kam aber mit diesem nicht über die Gruppenphase hinaus.

## Erfolge
- Russischer Meister: 2015/16